# Reculée du Lison
Pour les articles homonymes, voir Lison.
La reculée du Lison est une reculée du massif du Jura située dans le département du Doubs en Bourgogne-Franche-Comté.

## Géographie
La reculée du Lison est située à l'ouest du département du Doubs, à 18 km au sud de Besançon et à 10 km au nord-est de Salins-les-Bains. Très sinueuse, elle est longue de plus de 21 km avec une orientation générale nord. Sa largeur moyenne est de 700 m et sa profondeur varie entre 150 et 300 m avec une moyenne de 200 m. La reculée débute au niveau de la source du Lison, à 1,5 km au sud-est de Nans-sous-Sainte-Anne, et se termine à la confluence entre le Lison et la Loue sur le territoire des communes de Châtillon-sur-Lison et de Lizine, où elle débouche sur la reculée de la Loue.
Comme cette dernière, la reculée du Lison possède de nombreuses ramifications creusées par les affluents de la rivière. On en dénombre huit avec trois ramifications sur la rive gauche et cinq sur la rive droite ; la plus longue d'entre elles fait 5 km et est creusée par le ruisseau de Conche / le Todeur qui prend sa source sur le versant nord-est du mont Poupet et rejoint le Lison au niveau de Myon. La reculée trouve un prolongement en amont de la source du Lison où le ruisseau de Château-Renaud, dont les eaux alimentent la résurgence du Lison, a creusé une gorge de type reculée longue de 2 km à partir du pont du Diable,.

## Géologie
En raison de la proximité des caractéristiques de la reculée du Lison avec celle de la Loue, elle est considérée par les géologues comme étant sa « petite sœur ». Elle traverse sur les deux premiers kilomètres de son parcours le faisceau salinois, puis incise le plateau d'Ornans-Amancey jusqu'à son débouché. La reculée du Lison est creusée « en étoile », chaque affluent passant par les roches tendres du plateau d'Ornans-Amancey et du faisceau salinois. Les méandres parfois serrées du tracé de la reculée démontrent que le Lison s'est enfoncé dans le plateau lors de l'élévation de ce dernier. Dans le plateau, les calcaires du Jurassique moyen affleurent en escarpement et sont séparés par des versants moins abrupts constitués d'éboulis. Dans le faisceau, les ruisseaux en amont du Lison forment des canyons qui incisent les calcaires du Jurassique supérieur, puis la vallée s'élargit en étoile irrégulière après la source de la rivière dans un relief plus chaotique avec des dénivelées de plus de 400 m entre les sommets et les dépressions.

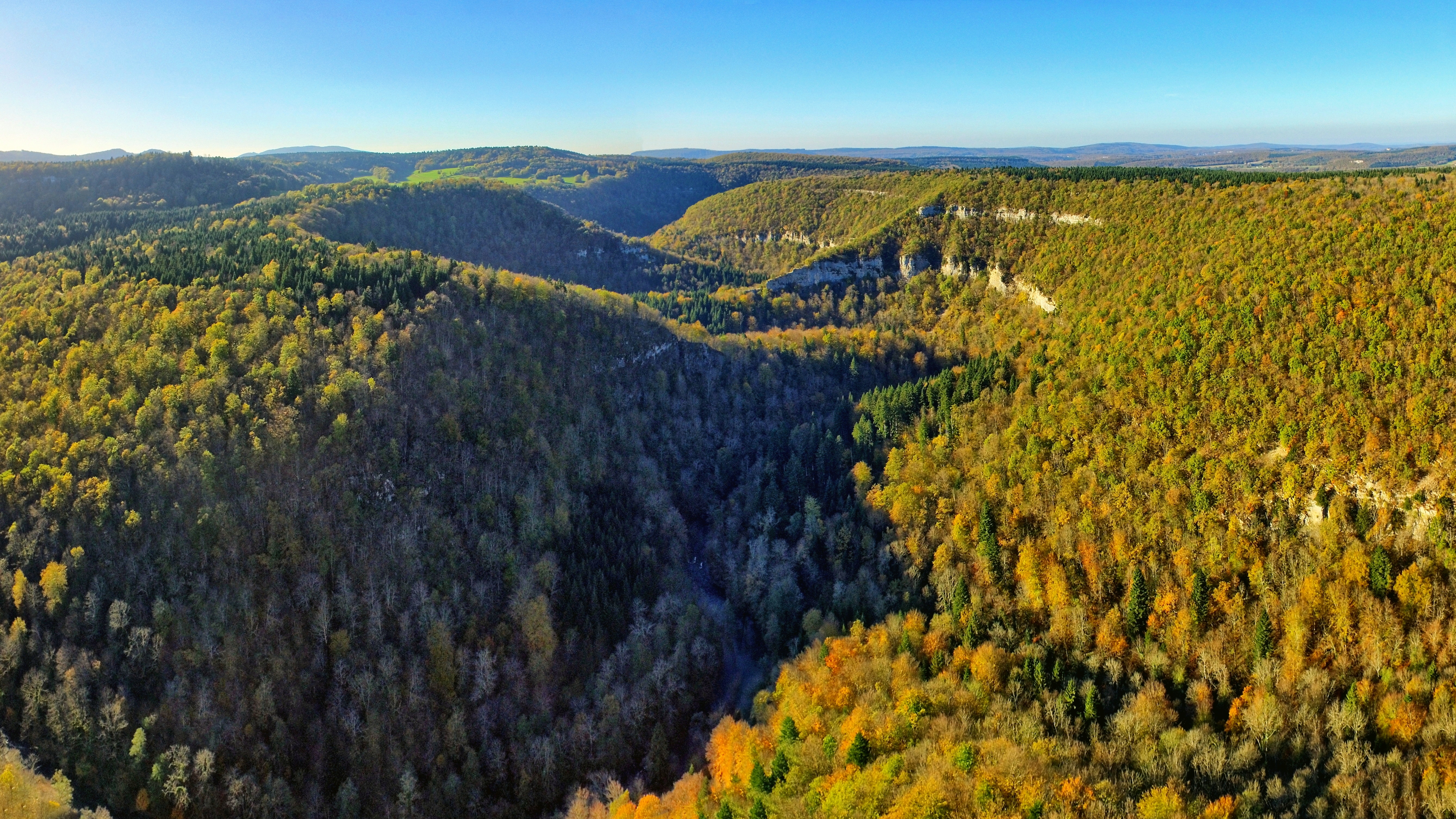
Les gorges du Lison creusées dans le plateau d'Ornans-Amancey.
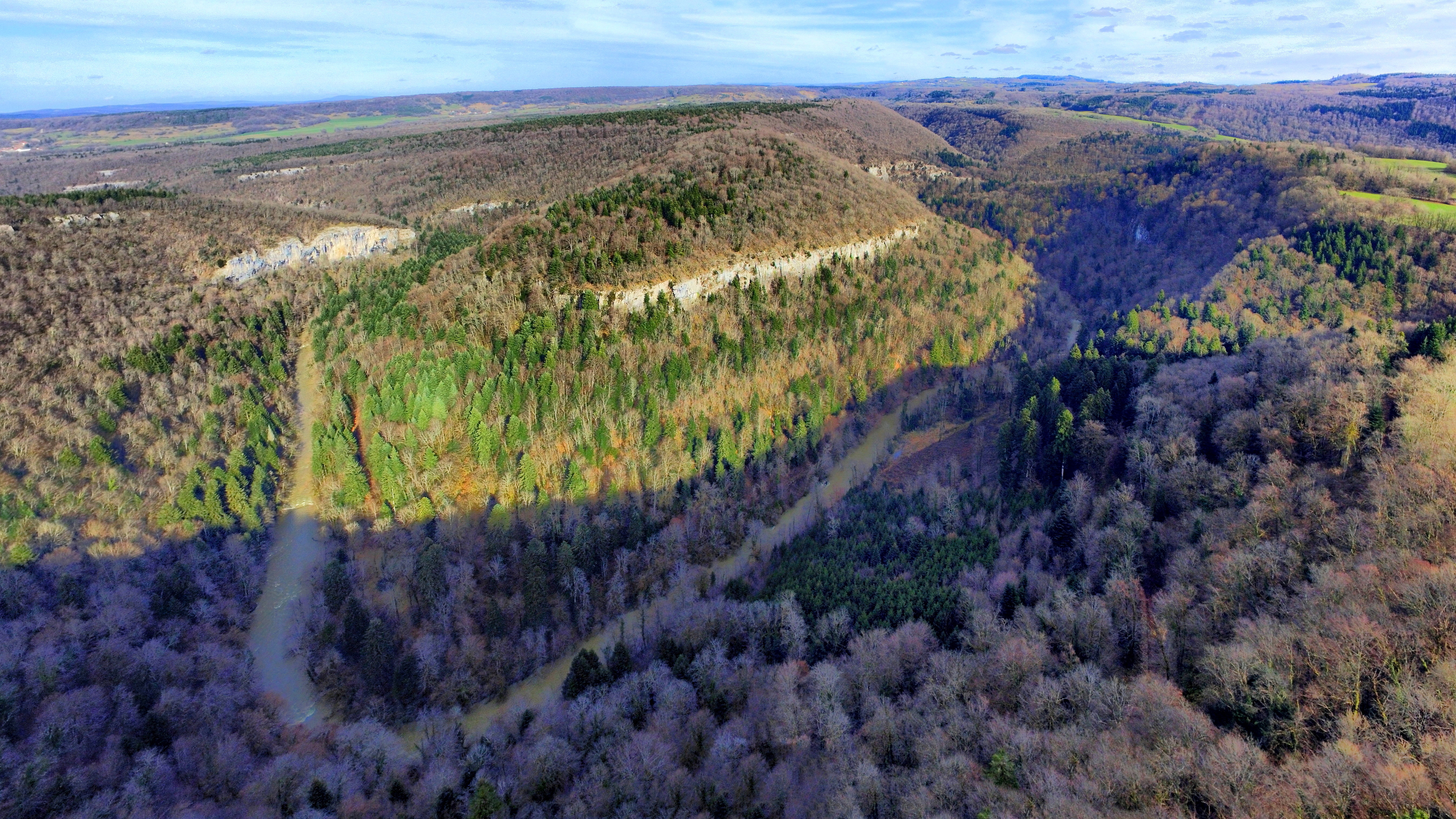
Boucle du Lison au niveau de Saraz.